# 北陸鉄道EB30形電気機関車
北陸鉄道EB30形電気機関車（ほくりくてつどうEB30がたでんききかんしゃ）は、かつて北陸鉄道で運用されていた電気機関車である。1両（EB301）が在籍していた。
金石線で貨物輸送、入換に運用されていた。

## 概要
書類上は1956年（昭和31年）1月日本鉄道自動車製であるが、実際は若松市営軌道が1936年（昭和11年）の開業時に購入した電気機関車2両（1・2）のうちの1両である。1950年（昭和25年）3月31日に廃車後、日本鉄道自動車を経て、北陸鉄道が購入した。その際、従来のアーチバー式台車は廃棄されてブリル27-GE-1に交換され、電動機も22.4kW×2基であったが、37.3kW×2基に増強された。北陸鉄道への売却の際、2両を1両に集約したものと推定されている。
車体は7m級の凸形。台車はボギー式2基で総軸数は4であるが、それぞれの台車の片方の軸にしかモーターを装架しておらず、動軸数は2であった。そのため、形式記号は「ED」ではなく「EB」となっている。集電装置は当初、ポール1本であったが、後年パンタグラフに交換された。
金石線の貨物列車に使用されていたが、1966年（昭和41年）に、それまで入換用であったEB12形EB123を出力増強改造によりED211としたことにより、これと交替で入換用となった。あまりに小型軽量であるため、貨車を引き出せずに動輪を空転させたり、ブレーキをかけるとそのまま貨車に押されて滑走したりすることも多かったという。老朽化と出力不足のため、1970年（昭和45年）3月に廃車となった。

## 主要諸元
- 全長：7,040mm
- 全幅：2,100mm
- 全高：3,675mm
- 自重：15.0t
- 電気方式：直流600V（架空電車線方式）
- 軸配置：1A-A1
- 歯車比：5.33
- 台車形式：ブリル27-GE-1
- 主電動機：KE-50SE (50PS / 37.3kW)×2基